# 漢渓長隆駅
漢渓長隆駅（かんけいちょうりゅう-えき）は、中華人民共和国広東省広州市番禺区に位置する広州地下鉄3号線、7号線の駅。

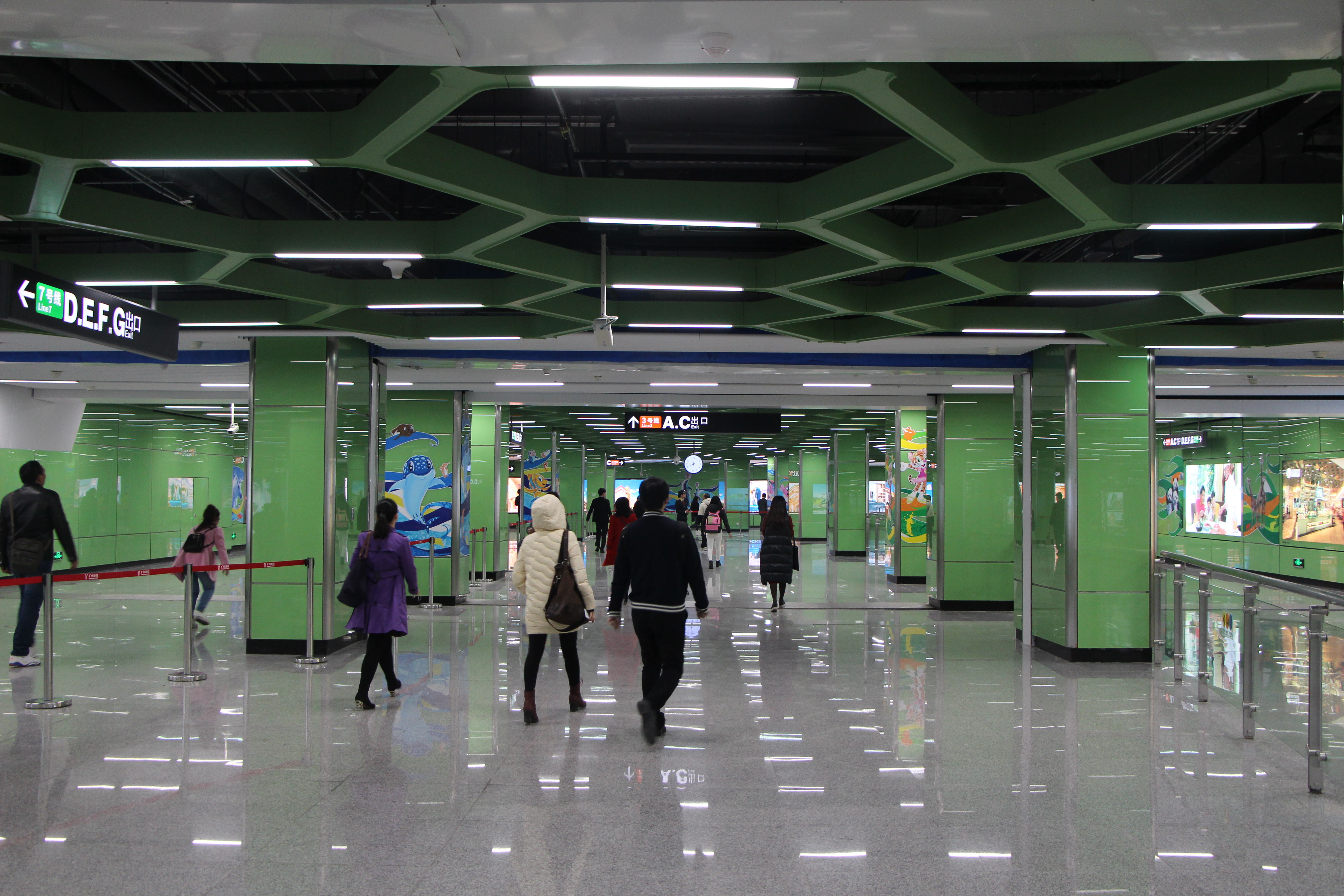
7号線コンコース

## 駅構造
島式ホーム2面4線の地下駅で、ホームドア完備。出口はA、D、E、F、Gの5箇所ある。

## 駅周辺
- 長隆パラダイス
- 南国奥園

## 歴史
- 2006年12月30日 - 3号線が開業。
- 2016年12月28日 - 7号線が開業。

## 隣の駅
広州地下鉄
■3号線
市橋駅 (502) - 漢渓長隆駅 (503) - 大石駅 (504)
■7号線
鍾村駅 (704) - 漢渓長隆駅 (705) - 南村万博駅 (706)